# I-F

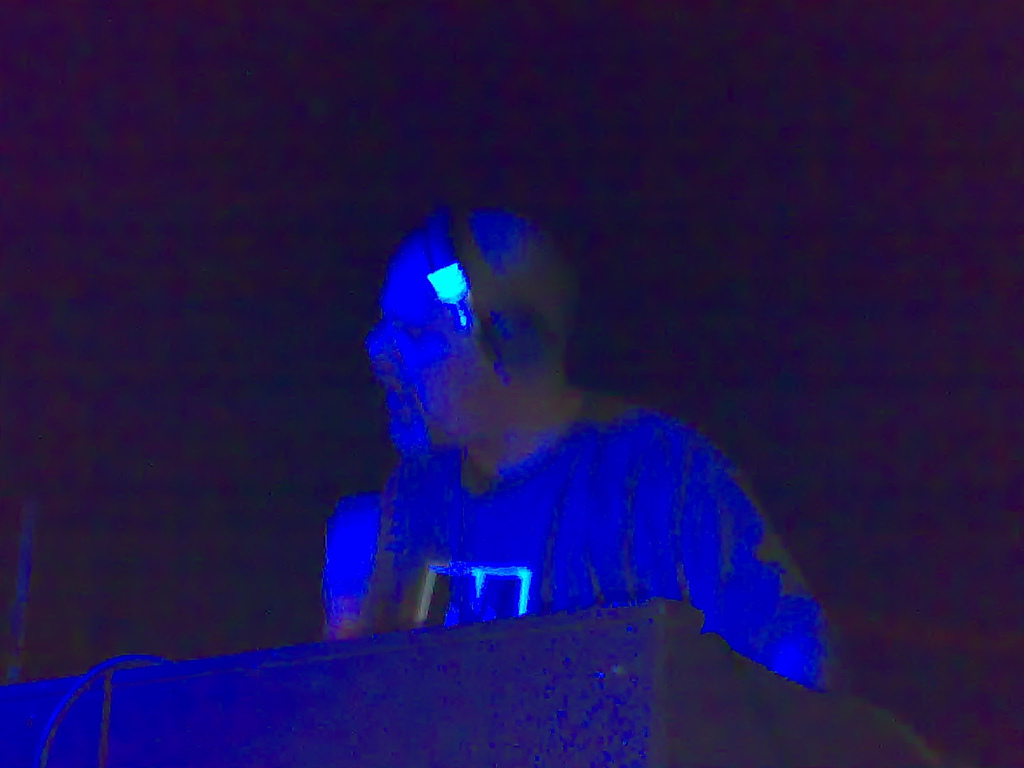
I-F in 2007

I-F, een pseudoniem voor Ferenc E. van der Sluijs, is een electro- en italodisco-producer, -deejay en -labelbaas uit Den Haag. Hij gebruikt ook een reeks andere pseudoniemen, waaronder Interr-Ference, Beverly Hills 808303 en The Parallax Corporation.
I-F begon als lid van de Haagse technoformatie Unit Moebius. In 1998 kwam hij met een soloalbum, Fucking Consumer, op het label Disko B Records. De plaat werd in 2004 opnieuw uitgebracht door EFA Records. Een tweede album, The Man From Pack, kwam uit in 1999. Hetzelfde jaar bracht hij ook een mixalbum uit, Mixed Up In the Hague Vol. 1, met nummers van onder meer Giorgio Moroder, Kraftwerk, Man Parrish en de Nederlandse producer Electronome.
Hij is een spilfiguur in de Haagse groep rond de labels Bunker Records, Hotmix, Acid Planet, Murdercapital, Clone Records en Viewlexx. Deze groep speelde een belangrijke rol in het aanwakkeren van de hernieuwde interesse in electro en italodisco wereldwijd in de jaren 1990 en daarna. Zijn bekendste nummer, Space Invaders Are Smoking Grass (1997), diende als belangrijke inspiratiebron voor het electroclash-genre.
I-F beheerde ook een internetradiozender genaamd Cybernetic Broadcasting System. Deze zender bestond vijf jaar maar ging in juli 2008 uit de lucht. In 2009 lanceerde hij echter Intergalactic FM, een nieuwe internetradiozender.